# Centralny Zarząd Cenzury
Centralny Zarząd Cenzury – powstał 25 listopada 1918. Jego zadaniem było zajmowanie się kontrolą depesz w celach wywiadowczych. Jego siedziba mieściła się w Warszawie. Podlegał Oddziałowi II (wywiadowczemu) Sztabu Generalnego WP.